# Servicio Nacional de Aprendizaje
Der Servicio Nacional de Aprendizaje (SENA) ist eine kolumbianische staatliche Institution, die sich der Berufsbildung widmet. Der SENA hat seinen Sitz in Bogotá und Niederlassungen in allen kolumbianischen Departementen.

## Geschichte
Der SENA wurde 1957 in Kolumbien von Rodolfo Martínez Tono gegründet, um die kolumbianische Arbeiterklasse durch Berufsbildung zu qualifizieren. Unterstützt durch internationale Organisationen wie die Internationale Arbeitsorganisation (ILO), entwickelte Martínez ein dezentrales Ausbildungssystem, das schnell expandierte. In seiner Amtszeit (1957–1974) wurden 87 Ausbildungszentren landesweit gegründet. SENA spielt bis heute eine bedeutende Rolle im wirtschaftlichen und sozialen Fortschritt Kolumbiens und gilt als Vorreiter in der beruflichen Bildung auf internationaler Ebene.

## Organisation
SENA bietet eine Vielzahl von Bildungsprogrammen, einschließlich technischer, technologischer und virtueller Kurse, um die Beschäftigungsfähigkeit zu fördern. Die Organisation unterstützt zudem Unternehmertum und Wirtschaftsentwicklung durch verschiedene Initiativen, wie die Förderung von Kleinunternehmen und Programme zur Förderung der landwirtschaftlichen Produktivität.
Mit seinen mobilen Klassenzimmern (Aulas Móviles) bietet der SENA kostenlose Schulungen in ländlichen und schwer zugänglichen Regionen Kolumbiens an. Mit 149 mobilen Klassenzimmern in 27 Regionen (Stand 2024) erreicht SENA jährlich etwa 142000 Menschen. Das Kursangebot umfasst 263 Programme in Bereichen wie Landwirtschaft, Technologie, Mechanik und Elektronik (Stand 2024). Jugendliche ab 12 Jahren können an den Kursen teilnehmen.
Das deutsche Bundesinstitut für Berufsbildung kooperiert seit 2011 mit dem SENA, um eine duale Berufsausbildung in Kolumbien zu etablieren. Schwerpunkte sind die Beratung bei Ausbildungskonzepten, Erstellung von Datenreports zur Berufsbildung sowie ein Fachdialog zu bildungspolitischen Themen.
Der SENA richtet die kolumbianischen WorldSkills-Vorwettbewerbe aus.

## Galerie

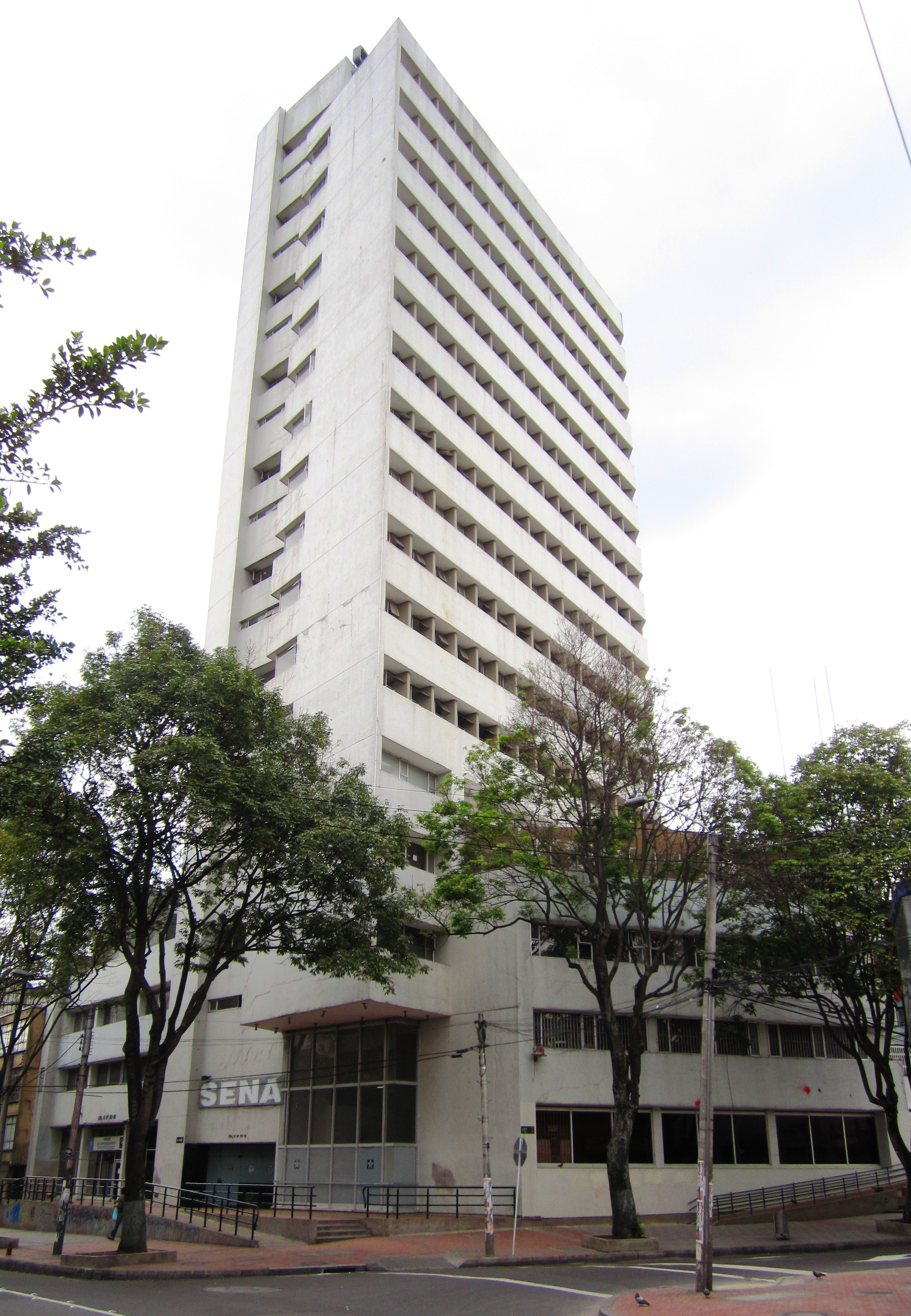
Hauptsitz in Bogotá
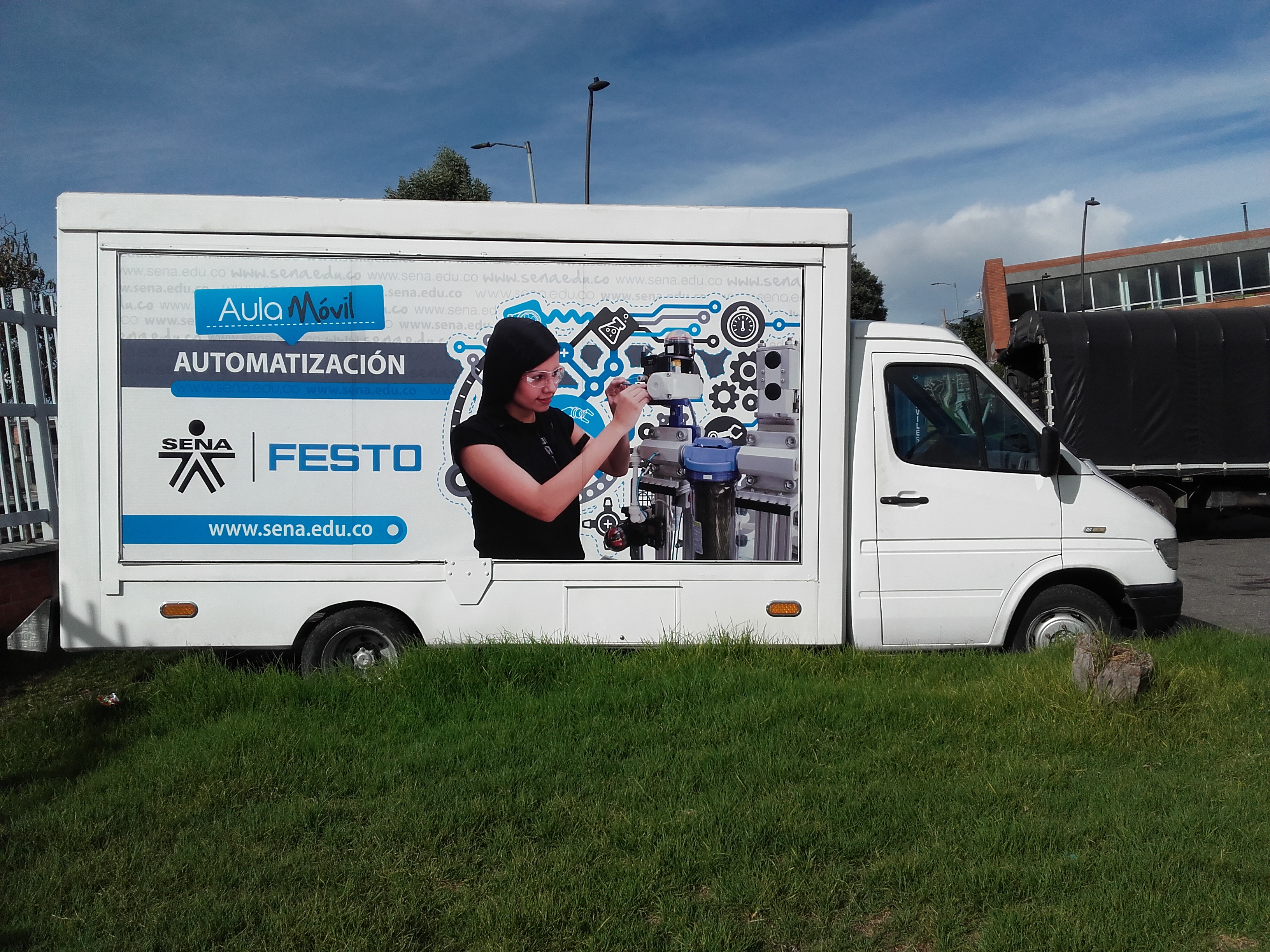
Mobiles Klassenzimmer Aula Móvil
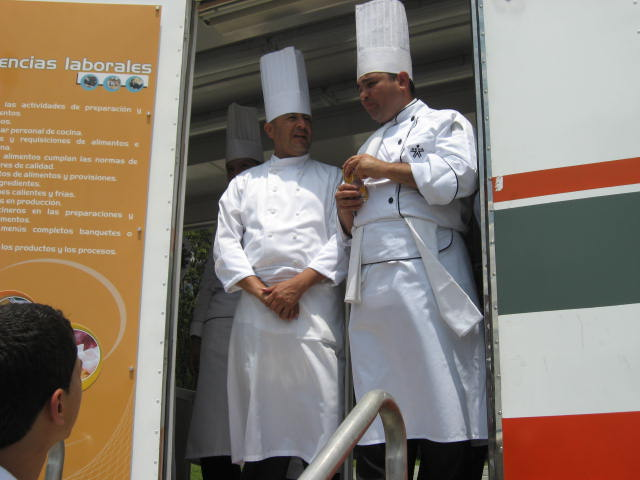
Aula Móvil für Gastronomie
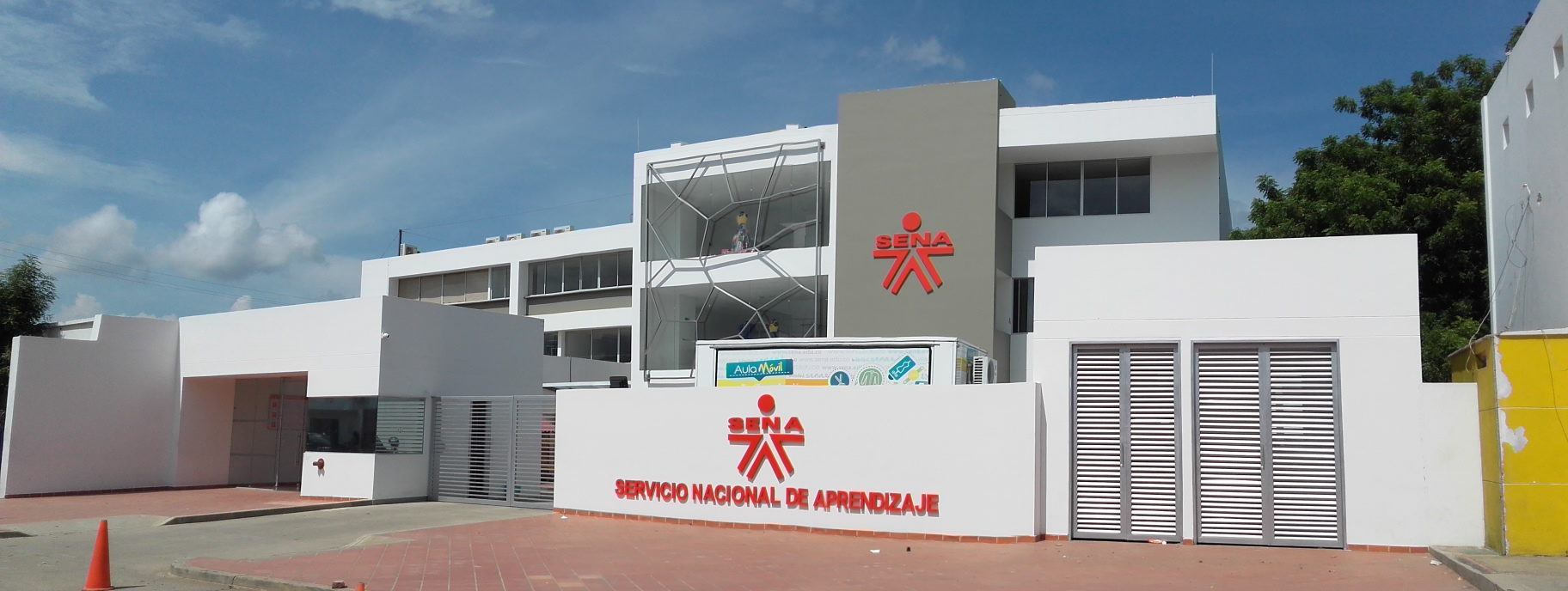
SENA in Cúcuta
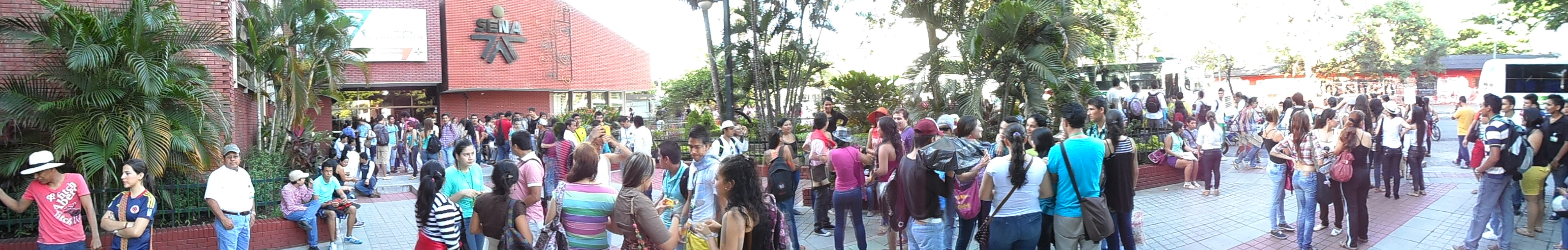
SENA in Neiva